# Beaumont-sur-Lèze
Beaumont-sur-Lèze – miejscowość i gmina we Francji, w regionie Oksytania, w departamencie Górna Garonna.
Według danych na rok 1990 gminę zamieszkiwało 1239 osób, a gęstość zaludnienia wynosiła 47 osób/km² (wśród 3020 gmin regionu Midi-Pireneje Beaumont-sur-Lèze plasuje się na 280. miejscu pod względem liczby ludności, natomiast pod względem powierzchni na miejscu 380.).